# Жерники-Вроцлавські
Жерники-Вроцлавські (пол. Żerniki Wrocławskie, нім. Schönborn) — село в Польщі, у гміні Сехниці Вроцлавського повіту Нижньосілезького воєводства.
Населення — 1638 осіб (2011).

## Демографія
Демографічна структура станом на 31 березня 2011 року:
|          | Загалом | Допрацездатний вік | Працездатний вік | Постпрацездатний вік |
| -------- | ------- | ------------------ | ---------------- | -------------------- |
| Чоловіки | 770     | 169                | 533              | 68                   |
| Жінки    | 868     | 184                | 545              | 139                  |
| Разом    | 1638    | 353                | 1078             | 207                  |